# Busalangga
Busalangga ist ein indonesisches Desa („Dorf“) im Distrikt (Kecamatan) Rote Barat Laut (Regierungsbezirk Rote Ndao, Provinz Ost-Nusa Tenggara) auf der Insel Roti.

## Geographie und Einwohner
Busalangga liegt im Norden des Distrikts Rote Barat Laut, dessen Verwaltungssitz es auch ist. 2010 lebten in Busalangga 3.427 Menschen.

## Fauna
Die Seen in Umgebung von Busalangga gehören zum Lebensraum der letzten Chelodina mccordi mccordi, der westlichen Unterart der McCords Schlangenhalsschildkröte. Doch auch hier sind die Schildkröten durch illegalen Tierhandel und Verlust von Lebensraum vom Aussterben bedroht.